# Daniel Marques (músico)
Daniel Marques (Rio de Janeiro, 06 de março de 1979) é um violonista e guitarrista brasileiro, além de trabalhar como compositor, arranjador e produtor. É considerado um dos nomes mais importantes da música brasileira da nova geração.

## Biografia

### Professor e artista
Atualmente vive entre Rio de Janeiro e Madrid onde colabora com o luthier de Paco de Lucia (Antonio Morales Nogues). Nessa parceria desenvolvem versoes 7 cordas dos modelos de violao que o Paco usava feitos por Antonio, como por exemplo o famoso modelo "La Maestro".
Fundou um curso de musica brasileira em Berlim e foi professor por 3 anos na "Global Music Academy",  escola inovadora voltada à world music. Também está listado como professor internacional na "International Arts Academy" na Grécia.  
Considerado pelo jornal "O Globo" um dos novos representantes do violão no Brasil, anteriormente Daniel graduou-se no curso de bacharelado em violão da UFRJ e possui o título de Mestre pela mesma Universidade com a tese “O violão no Frevo: uma linguagem em construção”. Depois foi professor dessa faculdade antes de se dedicar exclusivamente a sua carreira solo e consequentemente colher reconhecimento internacional como artista. 
Diversos violonistas brasileiros vêm explorando possibilidades do sete-cordas em territórios fora do choro, como é o caso de Marques, que desenvolveu uma técnica de contraponto bastante peculiar, em que executa os baixos simultaneamente aos acordes, feitos nas vozes agudas.
Já apresentou workshops em escolas de música dentro e fora do país. 

### Carreira
Seu trabalho ja foi mencionado na revista Rolling Stone e no New York Times. Como líder da Orquestra Frevo Diabo, ganhou em 2010 um dos mais expressivos prêmios da musica no país, o “Prêmio da Música Brasileira” - ex-Prêmio TIM – na categoria ‘regional’.  Seu último álbum em duo com o saxofonista Rodrigo Ursaia foi listado em 2016 como um dos melhores instrumentistas do ano. 
Participou de programas de TV como "Estúdio I", "Som Brasil", "Domingão do Faustão", entre outros. Tocou e gravou com artistas da música brasileira: Hermeto Pascoal, Paulo Moura, Guinga, Carlos Malta, Gabriel Grossi, Paula Santoro, Thiago Amud, Sérgio Krakowski, Robertinho Silva, Zé Paulo Becker, Junior Tostoi, Gilson Peranzzetta, Armandinho, UFRJazz, Nicolas Krassik, Jovino Santos Neto, entre outros. 
Sua trajetória inclui também ter tocado ou dividido a noite em festivais pelo mundo com nomes internacionais: Randy Brecker, Stanley Jordan, John Williams, Paco de Lucia, Yamandu Costa, Charlie Hunter, Incognito, Dmitri Illarionov, Dominic Miller, Elena Papandreou, Roland Dyens, Marcin Dylla...
Além de visitar também a Ásia (China e Índia), já se apresentou em mais de 100 cidades em vários países Europeus: Itália, Portugal, Alemanha, Rússia, Polônia, Finlândia, Dinamarca, Suécia, Estônia, Alemanha, República Tcheca, Lituânia, Montenegro, Macedônia e Sérvia participando em diferentes festivais. O músico também excursionou nos EUA, apresentando-se no renomado festival SXSW Festival assim como em outros festivais e clubes em Chicago, São Francisco, Los Angeles, Nova Iorque e Filadélﬁa.
Desde 2008, se apresenta em concertos no aniversário da princesa Viktoria da Suécia. 
 Apresentou-se no Tampere Guitar Festival, na Finlândia, na mesma noite em que o violonista clássico John Williams. 

## Discografia

### Carreira solo
- 2012 - "Carnaval de Perneta" (Daniel Marques)
- 2014 - "Daniel Marques Trio live in Copenhaguen" (Daniel Marques)
- 2015 - "O Espantalho" (Daniel Marques & Rodrigo Ursaia)
- 2020 - "Redemuinho" (Daniel Marques Trio)

### Colaborações com outros artistas
- 1999 - "Faca de Ponta" (Tafari Roots)
- 2004 - "Sob o Redentor" (Zé Paulo Becker)
- 2005 - "UFRJazz Ensemble - Interpreta Júlio Barbosa" (UFRJazz Ensemble)
- 2006 - "Habeas Corpus" (Maurício Baia)
- 2007 - "Vulgar e Sublime" (Armando Lobo)
- 2009 - "Frevo Diabo" (Orquestra Frevo Diabo)
- 2010 - "Claro Escuro" (Pedro Sá Moraes)
- 2010 - "Sacradança" (Thiago Amud)
- 2011 - "Origem é Giro" (Cristina Renzzetti)
- 2011 - "Apaixonada" (Nina Ripe)
- 2013 - "De Ponta a Ponta Tudo é Praia-Palma" (Thiago Amud)
- 2013 - "Karakokê Tupy 2" (Gabriel Moura)

## Prêmios e festivais
- Melhores Instrumentistas da Música Brasileira (2015)
- Prêmio da Música Brasileira - Melhor Grupo na categoria "regional": Orquestra Frevo Diabo (2009)
- Prêmio Eleazar de Carvalho para Jovens Solistas (2002)
- Prêmio Festvalda - Melhor Banda: Tafari Roots (1999)[14]
- Jazzkaar (EE)[15]
- Copenhaguen Jazz Festival (DK)
- APALP (US)
- RecBeat (BR)
- Calcutta Guitar Festival (IN)
- OCT Loft Jazz Festival (CHN)
- SXSW (US)
- Aniversário da Princesa Viktoria (SE)
- Art Guitar (RS)
- Rock in Rio (BR)
- Mir Guitar (RU)
- Uppsala Guitar Festival (SE)
- Tampere Guitar Festival (FI)
- Haapavesi Folk (FI)